# FiwiHex
FiwiHex is de naam van een warmtewisselaar. 
FiwiHex is in 1993 door vader en zoon Van Andel ontwikkeld. 'FiwiHex' staat voor 'Fine wire Heat exchanger'. Zoals de naam al zegt is de FiwiHex gebaseerd op het principe dat je warmte heel effectief kunt overdragen van water naar lucht en omgekeerd, als je de buisjes van de warmtewisselaar voorziet van een dichte mat van vertinde koperdraadjes. Bij twee graden verschil wordt er al warmte uitgewisseld. Om de economische efficiëntie te bereiken heb je al genoeg aan vijf graden verschil. 
Ondanks dat het ontwerp zeer efficiënt en innovatief is, hadden de Van Andels geen kapitaal en capaciteit om hun product te vercommercialiseren. Tot in 2002 InnovatieNetwerk, een denktank van het Ministerie van Landbouw en de Stichting Innovatie Glastuinbouw (SIGN) gingen meewerken. Met deze warmtewisselaar kan men de extra warmte in bijvoorbeeld de glastuinbouw opslaan in grondwater. Het warme grondwater, ongeveer 25 graden Celsius, wordt in de winter weer opgepompt om de kassen te verwarmen. Op deze manier wordt er energie bespaard. 